# Shinjuku
Shinjuku (新宿区) er et af Tokyos 23 bydistrikter. Det er et betydende handels- og administrationscenter med en af verdens mest travle stationer Shinjuku Station og Tokyo Metropolitan Regeringsbygning, som er det administrative center i Tokyo.
I 2008 havde Shinjuku 312.418 indbyggere; 17.140 pr km². Det samlede areal er 18,23 km².

## Geografi
Shinjuku omkredses af seks andre bydistrikter: Chiyoda mod øst; Bunkyo og Toshima mod nord; Nakano mod vest og Shibuya og Minato mod syd. Det højeste punkt i Shinjuku er Hakoneyama (箱根山) i Toyama Park på 1.200 meter.

## Nabolag
Området omkring Shinjuku Station er præget af hoteller, stormagasiner, specialforretninger, biografer, restauranter og barer, mens den øvrige del er en blanding af boligområder med handelsområder omkring jernbanestationerne.
Vigtige områder i Shinjuku:
- Ichigaya: Et handelsområde i det østlige Shinjuku, hjemsted for Japans Forsvarsministerium
- Golden Gai: Et område med små shanty-style barer og natklubber. Musikere, kunstnere, skuespillere og instruktører samles der
- Kabukichō: Et red-light distrikt velkendt for sine barer, restauranter og sexrelaterede virksomheder
- Kagurazaka: Et af Tokyos sidste hanamachi eller geisha distrikter, "Little Paris". Kagurazaka har et betydeligt fransk lokalsamsund.[4]
- Nishi-Shinjuku: Tokyos største koncentration af skyskrabere. Adskillige af Tokyos højeste bygninger findes i området: Tokyo Metropolitan Regeringsbygning, KDDI-bygningen og Shinjuku Park Tower. Vest for Shinjuku Station
- Ōkubo: Tokyos kendteste koreanske kvarter
- Shinjuku Gyoen er en stor park, 58,3 hektar, 3,5 km i omkreds. Den består af traditionelle japanske haver, franske og engelske haver
- Shinjuku Ni-chōme: Tokyos mest kendte homo-kvarter
- Takadanobaba og Waseda: Området mellem Waseda University og Takadanobaba Station er et stort beboelseskvarter med et rigt natteliv
- Yotsuya: Et beboelses og handelsområde som er kendt for sine mange restauranter, barer og izakaya

## Historie
I 1634 i Edo-perioden, da de ydre voldgrave blev bygget til Edo Slot, flyttede en række templer og helligdomme til Yotsuya-området i den vestlige del af Shinjuku. I 1698 havde Naitō-Shinjuku udviklet en ny shin (shuku eller juku) på Kōshū Kaidō. Naitō var familienavnet til daimyo, hvis palæ lå i området. Jorden er nu Shinjuku Gyoen parken.
I 1920 blev byen Naitō-Shinjuku som i store træk består af nutidens Shinjuku, dele af Nishi-Shinjuku og Kabukichō sammenlagt med Tokyo By. Shinjuku fik sin nuværende form efter Det store Kantoujordskælv i 1923, hvor det seismologisk stabile område i det store hele undgik ødelæggelserne. Konsekvensen ses i dag i Vestshinjuku, som er et af få steder i Tokyo med mange skyskrabere.
Bombningen af Tokyo under 2. verdenskrig (fra maj til august 1945) ødelagte næsten 90 % af bygningerne i området omkring Shinjuku Station. Efter krigen blev Shinjukus form bibeholdt under genopbygningen, kun i Kabuki-cho blev der gennemført en stor rekonstrueringsplan.
Det nuværende ward blev etableret 15. marts 1947 ved sammenlægning af tre tidligere: Yotsuya, Ushigome og Yodobashi.
I 1991 flyttede Tokyo Metropolitan Regeringen fra Marunouchi-distriktet i Chiyoda til Shinjuku.

## Økonomi
En del virksomheder har hovedsæde eller deres Tokyo-afdeling i Shinjuku.
- NTT East har hovedsæde i Shinjuku.
- Seiko Epson har Tokyo-kontor i Shinjuku NS Bygningen i Nishi-Shinjuku.[7]
- Atlus har hovedsæde i Kagurazaka.[8]
- Nissin Foods har Tokyo-kontor i Shinjuku.[9]
- Airtransse, et regionalt flyselskab med hovedsæde nær Shinjuku Gyoen.[10]
- Shinchosha har hovedsæde i Yaraichō, Shinjuku[11]
- Futabasha har hovedsæde i Higashigokenchō, Shinjuku[12]
- Yoshinoya har hovedkvarter i Da Vinci Shinjuku-bygningen i Shinjuku.[13]
- H.I.S. har hovedsæde i Shinjuku Oak Tower i Nishi-Shinjuku[14]
- Subaru og Fuji Heavy Industries har hovedsæder i Shinjuku.[15]
- Taisei Corporation har hovedsæde i Nishi-Shinjuku.[16]
- Jorudan har hovedsæde i Shinjuku.[17]

## Politik
Som de øvrige wards i Tokyo har Shinjuku en status, der svarer til kommunernes. Byrådet består af 38 folkevalgte medlemmer. Liberaldemokraterne og Ny Komeitō Partiet har majoriteten.

## Uddannelse

### Videregående uddannelser og universiteter
- Chuo University graduate school
- Gakushuin Women's College
- Japan Electronics College
- Keio University Medical College
- Kogakuin University
- Lakeland College Japan
- Mejiro University
- Tokyo Fuji University
- Tokyo Medical University
- Tokyo University of Science
- Tokyo Women's Medical University
- Waseda University

## Sightseeing
- Shinjuku Gyoen
- Shinjuku Central Park (Shinjuku Chūō Kōen)
- Tokyo Metropolitan Regeringsbygning (designet af arkitekt Kenzo Tange)
- Park Hyatt Tokyo og Park Tower (Kulisse i filmen Lost in Translation)
- Waseda Universitys Ōkuma Auditorium
- Waseda El Dorado-bygningen
- Meiji Shrine Outer Gardens og Meiji Memorial Picture Gallery
- Tokyos Opera

## Venskabsbyer
Shinjuku har venskabsaftaler med flere steder:
- Lambeth, London, Storbritannien
- Lefkada, Grækenland
- Mitte, Tyskland
- Dongcheng, Kina